# Unus
Unus (Angelo Unuscione) é um personagem fictício criado por Stan Lee. É um inimigo tradicional dos X-Men.

## História
Unus era um lutador de boxe que nenhum outro conseguia derrotar. Na oitava história dos X-Men, Hank McCoy,o Fera, decide sair do grupo por causa do preconceito dos Homo sapiens com o homo superior, decidindo tornar-se lutador, por causa de sua força e habilidades acrobáticas descomunais. Então,em uma de suas lutas, Hank encontra pela primeira vez Unus, o Intocável,como a mídia lhe apelidou. Na luta, quando Fera tenta atacá-lo,percebe que não consegue sequer tocar em sua pele, e desconfia que Unus é um mutante. Unus arremessa Hank para fora do ringue, e consequentemente Hank perde. Quando se levanta, ele percebe que entre a plateia está o mutante Mestre Mental. Depois que a luta termina, Unus volta para seu camarim, onde Mestre Mental o aguarda. Ele fala que para entrar na Irmandade de Mutantes precisa provar para Magneto que merecia sua confiança. Nesse momento,na mansão do Professor X,o Cérebro deteta uma presença mutante,que é a de Unus. Em seu confronto com os X-Men,ele  quase derrota os quatro (Nessa história o Fera saiu do grupo), provando para Magneto que não merece entrar na Irmandade. Quando voltam para a mansão X, os X-Men veem o fera trabalhando em um novo projeto, que é uma arma para ampliar os poderes de Unus. Ciclope e os outros três X-men tentam impedí-lo, mas Hank vai até o camarim de Unus e usa a arma nele,que percebeu que ao aproximar-se de qualquer objeto,este se afastava dele. Então, quando ficou com fome e precisou pegar talheres para comer, estes se afastaram dele. Então, implorou ao Fera para que devolvesse seus poderes normais, e fizeram um acordo para que Unus não usasse seus poderes contra os homo sapiens. Unus aceitou,e seus poderes foram devolvidos.
Unus passou a viver em Genosha, quando este país passou a ser dominado por mutantes, e sobreviveu ao extermínio provocado por Cassandra Nova.
Perdeu então seus poderes como consequência dos eventos de Dinastia M, quando a raça mutante foi quase extinta pela Feiticeira Escarlate.

## Morte
Unus morreu sufocado pelos próprios poderes, que foram restaurados de forma distorcida pela ação dos cristais terrígenos roubados dos Inumanos por Pietro Maxmoff, o Mercúrio, durante os eventos mostrados na mini-sério Dinastia M: O Herdeiro.

## Poderes
Unus tem o faculdade de ser intocável,e qualquer pessoa que tente golpeá-lo será arremessada para longe sem que o toque.
Raio Negro (Gedeone Malagola)

## Curiosidades
Unus aparece na revista brasileira Raio Negro 15 como herói ao lado do personagem brasileiro Raio Negro de Gedeone Malagola.